# CR Delta

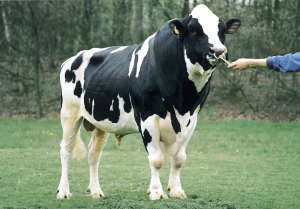
Geen stier met zoveel nakomelingen als Skalsumer Sunny Boy

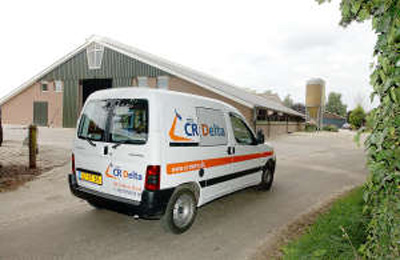
Auto inseminator

De Koninklijke Coöperatie Rundveeverbetering Delta (CR Delta)  is een Nederlandse coöperatie op het gebied van rundveeverbetering. De coöperatie is op 26 augustus 1998 ontstaan uit een fusie van provinciale coöperatieve KI-organisaties (eigenaren van stieren) met het  het Koninklijk Nederlands Rundvee Syndicaat (NRS, stamboek) en Holland Genetics (de verkooporganisatie van genetische producten). Het was het grootste stamboek in Nedarland, waar 95% van de rundveefokkers aangesloten waren. Ze erkende 26 verschillende rassen. 
Naast het bijhouden van het stamboek was CR Delta ook aanbieder van fokstiersperma en proefstiersperma. CR Delta beschikte hierbij over een marktaandeel van in ieder geval 80%. 

## Organisatorische structuur
Rundveehouders en eigenaren van fokdieren besturen CR Delta. Er zijn 36 afdelingen melkvee en 1 afdeling vleesvee die zorgen voor overleg tussen en met leden. Eén keer per jaar komen de leden per afdeling bij elkaar op de CRV-ledenbijeenkomst. Tijdens deze ledenbijeenkomst worden nieuwe bestuurders gekozen of herkozen en wordt het reilen en zeilen van de afdeling besproken, zoals de jaarcijfers. Vaak is heeft de avond ook een thema-onderwerp met als doel vakkennis te delen. 
De afdelingen vormde samen een 'kring', waarin steeds 6 afdelingen samen kwamen, dat vertegenwoordigd was in de coöperatie. Via deze getrapte structuur konden leden invloed uitoefenen op het beleid van de coöperatie.  

## Oprichting coöperatie
In 2002 ging CR Delta al intensief samenwerken met de Vlaamse Rundveeteelt Vereniging (VRV) en werd de CRV Holding BV opgericht.
“Aangezien een fusie van coöperaties met een onderneming volgens EU-recht niet mogelijk is, is het de bedoeling om alle bedrijfsactiviteiten van CR Delta in een BV onder te brengen. (...) In de nieuwe structuur blijven coöperatie- en verenigingszaken bij de coöperatie. De coöperatie CR Delta en VRV zijn de enige aandeelhouders van de nieuw op te richten BV. De ledenraad zoals die nu opereert gaat in de nieuwe situatie functioneren als aandeelhoudersvergadering.”
CRV Delta heeft hierin een aandeel van 80%, VRV van 20%.
In 2017 ging CR Delta samen met de Vlaamse Rundveeteelt Vereniging VRV vzw in Vlaanderen op in de Coöperatie Koninklijke CRV u.a. (kortweg ‘coöperatie CRV’). 

## Misbruik machtspositie
De Nederlandse Mededingingsautoriteit (NMa) stelde in 2003 een onderzoek in naar het overtreden van Artikel 24 van de Mededingingswet. Deze wet verbiedt misbruik van de economische machtspositie. Zulke bedrijven hebben een bijzondere verantwoordelijkheid omdat ze de marktomstandigheden sterk kunnen beïnvloeden of manipuleren. Het onderzoek werd gestart naar aanleiding van verschillende berichten in CR Delta Magazine en informatie die verstrekt door concurrerende bedrijven.
De Mededingingswet stelt dat een kortingsregeling alleen mogelijk is indien de kortingen gebaseerd zijn op kostenbesparingen. Aangezien CR Delta drie kortingsregelingen kende, was het de vraag of dat hier het geval was. De kortingsregelingen waren:
- een kwantumkortingsregeling: bij het bereiken van een bepaalde omzetdrempel wordt een korting toegekend die wordt berekend over het totale jaarlijkse aankoopbedrag aan fokstiersperma bij CR Delta;
- de zogenaamde testerskorting: een veehouder met testovereenkomst die proefstiersperma bij CR Delta afneemt, krijgt automatisch een korting van 10% op de aankoop van fokstiersperma;
- de regeling klantentrouw: afnemers die 90% of meer van hun totale jaarlijkse behoefte aan fokstiersperma bij CR Delta afnamen, kregen een korting (van 1 of 2%) op het totale jaarlijkse aankoopbedrag aan fokstiersperma.

Op 31 december 2003 werd geconcludeerd dat deze kortingsregelingen artikel 24 van de mededingingswet overtraden. De regelingen zouden de concurrentie beperken. CR Delta kreeg daarom een boete opgelegd van EUR 2.6 mln. Daarnaast werd CR Delta een dwangsom van EUR 2500 opgelegd voor elke dag waar ze de kortingsregelingen nog hanteerde. Daarom stopte CR Delta per 1 september 2003 met de kortingsregelingen. Het bedrijf ging echter nog wel tegen het besluit in beroep. Het NMa verklaarde het beroep ongegrond, waarna CR Delta naar de rechtbank stapte. De rechtbank ging gedeeltelijk mee in de bezwaren van CR Delta. Echter bij de testerskortingsregeling oordeelde de rechtbank dat er wel misbruik is gemaakt van de economische machtspositie. Het NMa paste vervolgens haar boete hier op aan tot een totaal van EUR 1.273.000. CR Delta nam hier echter geen genoegen mee. Ze gingen naar het College van Beroep voor het bedrijfsleven (CBb). Daar werd op 7 oktober 2010 besloten dat misbruik van een machtspositie niet aannemelijk was. Daarmee kwam de boete te vervallen. 